# Садовяну, Михаил
Михаи́л (Михай) Садовя́ну (рум. Mihail (Mihai) Sadoveanu; 1880—1961) — румынский писатель, известный своими историческими романами, а также политический деятель, в 1947—1948 — член Президиума Румынии (временного органа власти, избранного после упразднения монархии вплоть до выборов нового президента). Лауреат Международной Ленинской премии «За укрепление мира между народами» (1961). Член Румынской Академии.

## Биография
Родился 5 ноября 1880 года в Пашкани (Западная Молдавия). Его отец, адвокат Александр Садовяну (1834—1921) был женат на Профире Урсаки (1861—1895). В семье было ещё два сына, Александру и Василе.
Начальное обучение с 1887 года получал в родном городе, затем продолжил обучение в Фэлтичени и Яссах. В Фэлтичени он учился в одном классе с Ловинеску.
В 1900 году он уехал в Бухарест, намереваясь изучать право на юридическом факультете университета, но вскоре решил посвятить себя литературе.
В 1904—1906 работал в министерстве просвещения. Директор Национального театра в Яссах (1910—1919).
Умер 19 октября 1961 года в Бухаресте. Похоронен на кладбище Беллу.

## Сочинения

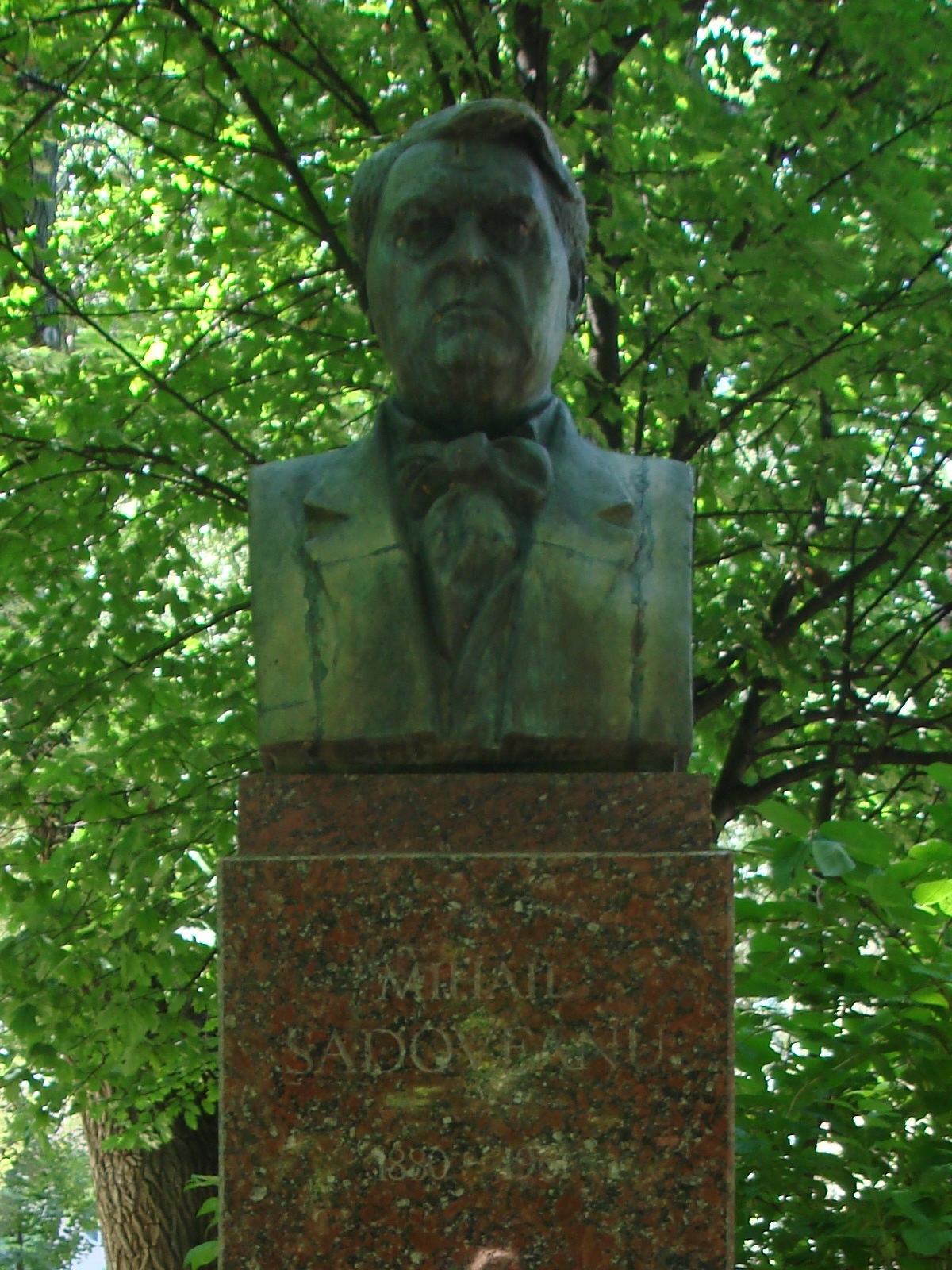
Бюст на Аллее Классиков

Первые литературные опыты относятся к 1897 году, когда очерк под названием Domnișoara M din Fălticeni, подписанный Mihai din Pascani («Михай из Pascani») был напечатан в бухарестском сатирическом журнале Dracu.
На русский язык практически всё творческое наследие Садовяну было переведено и опубликовано литературоведом Михаилом Фридманом.
Наиболее значительные произведения:

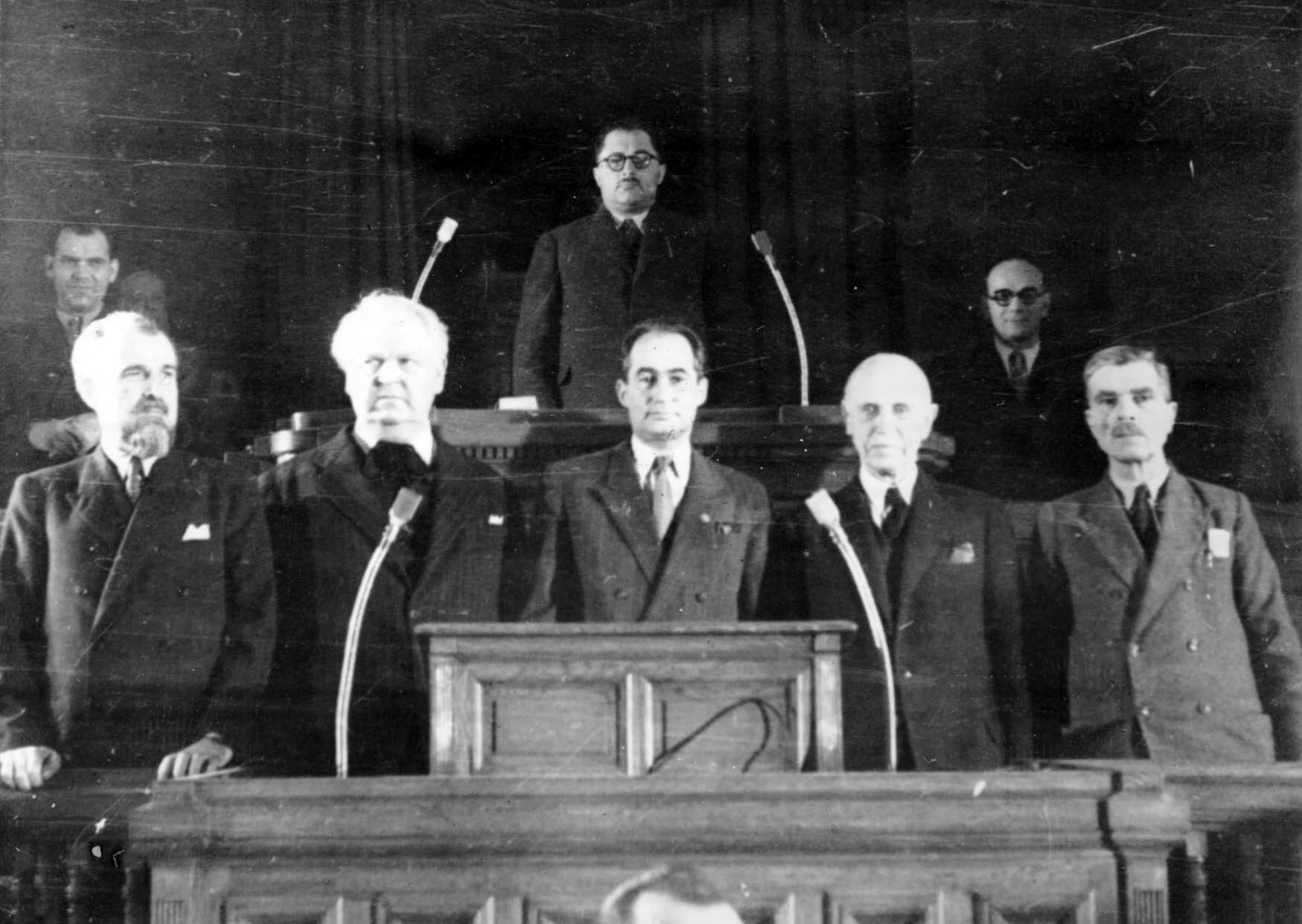
Садовяну (второй слева) в составе Временного Президиума Румынии

- Neamul Soimarestilor («Род Шоймаров») — роман (1915)
- Hanul Ancuţei («Таверна Анкуцы»; «На постоялом дворе Анкуцы») — повесть (1928)
- Baltagul («Секира») — роман (1930)
- Creanga de aur («Золотая ветвь») — роман (1933)
- Viaţa lui Ştefan cel Mare («Жизнь Стефана Великого») — художественная биография (1934)
- Fraţii Jderi («Братья Ждер») — трилогия (1935—1942)
- Nikoare Potcoavă («Никоарэ Подкова») — роман (1952)

В 1951 году в «Роман-газете» (№ 3) была напечатана повесть «Митря Кокор», 1955 году, в журнале «Иностранная литература» (№ 6) опубликованы рассказы: «Ключ»; «По Молдове»; «Суд обездоленных»; «Лошадка»; «Митицэ Грозэвеску» (перевод с румын. А. Старостина).

## Экранизации
- «Род Шоймаров» (Neamul Soimarestilor) — реж. Мирча Дрэган (Румыния, 1965).
- «Братья Ждер» (Fratii Jderi) — реж. Мирча Дрэган (Румыния, 1973).
- «Штефан Великий – 1475 год» (Stefan cel Mare) — реж. Мирча Дрэган (Румыния, 1974).